# Centrale hydroélectrique de Birsfelden
La centrale hydroélectrique de Birsfelden (Kraftwerk Birsfelden) est un barrage hydroélectrique au fil de l'eau sur le Rhin à cheval sur les communes de Birsfelden (canton de Bâle-Campagne) et Bâle (canton de Bâle-Ville) en Suisse.

## Situation
Le barrage de Birsfelden, implanté au kilomètre 163.83 du Rhin, est le douzième barrage sur le Haut-Rhin, soit le fleuve compris entre le lac de Constance et Bâle. Il est le plus important barrage hydroélectrique au fil de l'eau de Suisse.Et en même temps la plus grande de la Suisse.

## Histoire
Le barrage, achevé en 1954, fournit une puissance d'environ 100 MW grâce à quatre turbines Kaplan installées sur une chute de 12 m. Entre 2006 et 2015, la centrale a produit en moyenne 570 GWh.

## Écluses
Pour la navigation sur le Rhin, la centrale est bordée de deux écluses de 180 et 190 mètres de long et de 12 mètres de large. Elles permettent notamment l'accès au port de Birsfelden.

## Ile et passerelle
Le barrage et les écluses servent également de passerelle pour vélos et piétons (Holzapfelweg (als)) entre Birsfelden et Bâle (Kleinbasel). En plus de la centrale électrique, l'île (Kraftwerkinsel) entre le barrage et les écluses constitue un espace de détente appelé Birsköpfli (de).

Le barrage et la centrale hydroélectrique en construction en 1954.
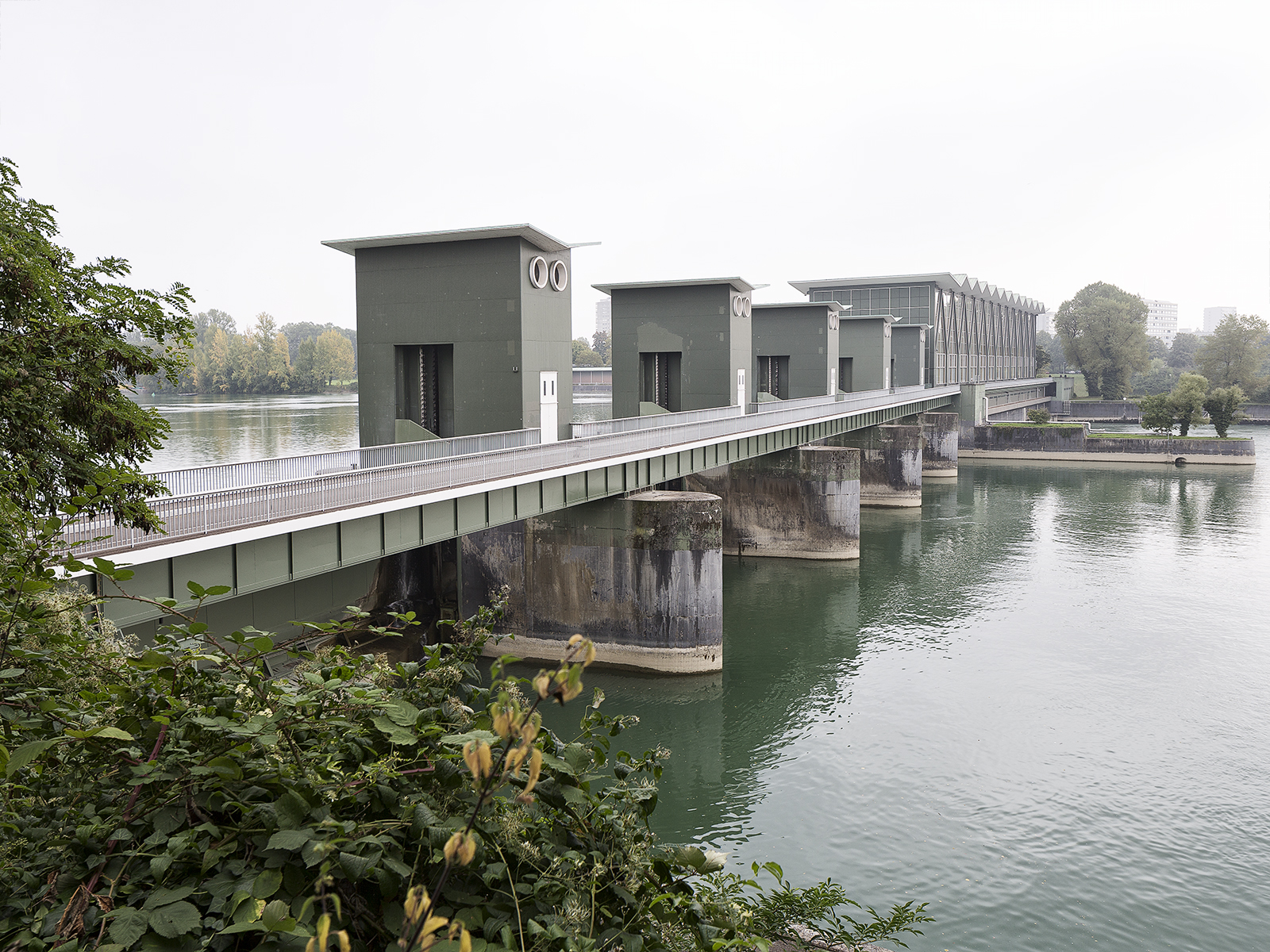
La centrale vue depuis le quai de Bâle
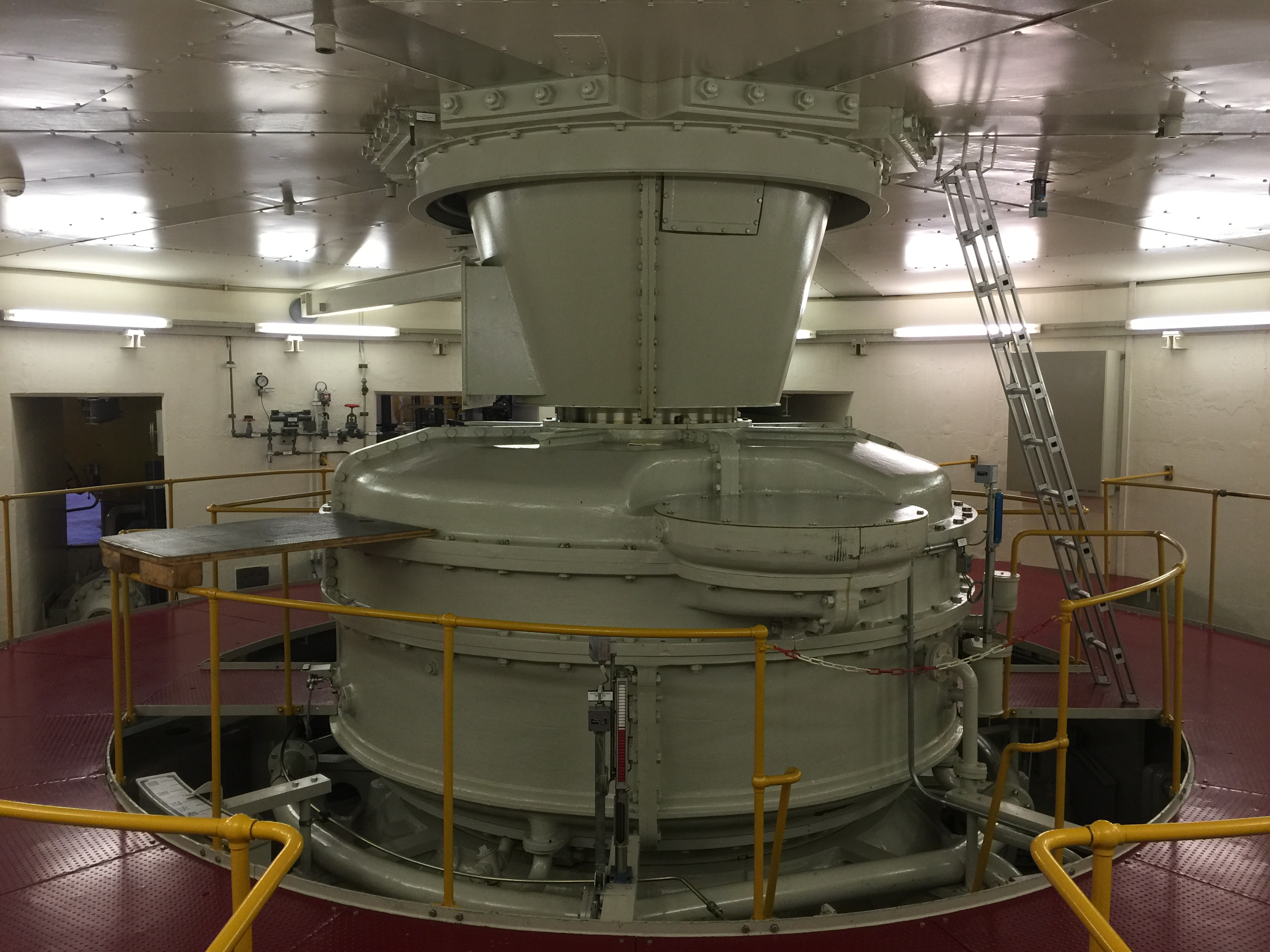
Une turbine Kaplan
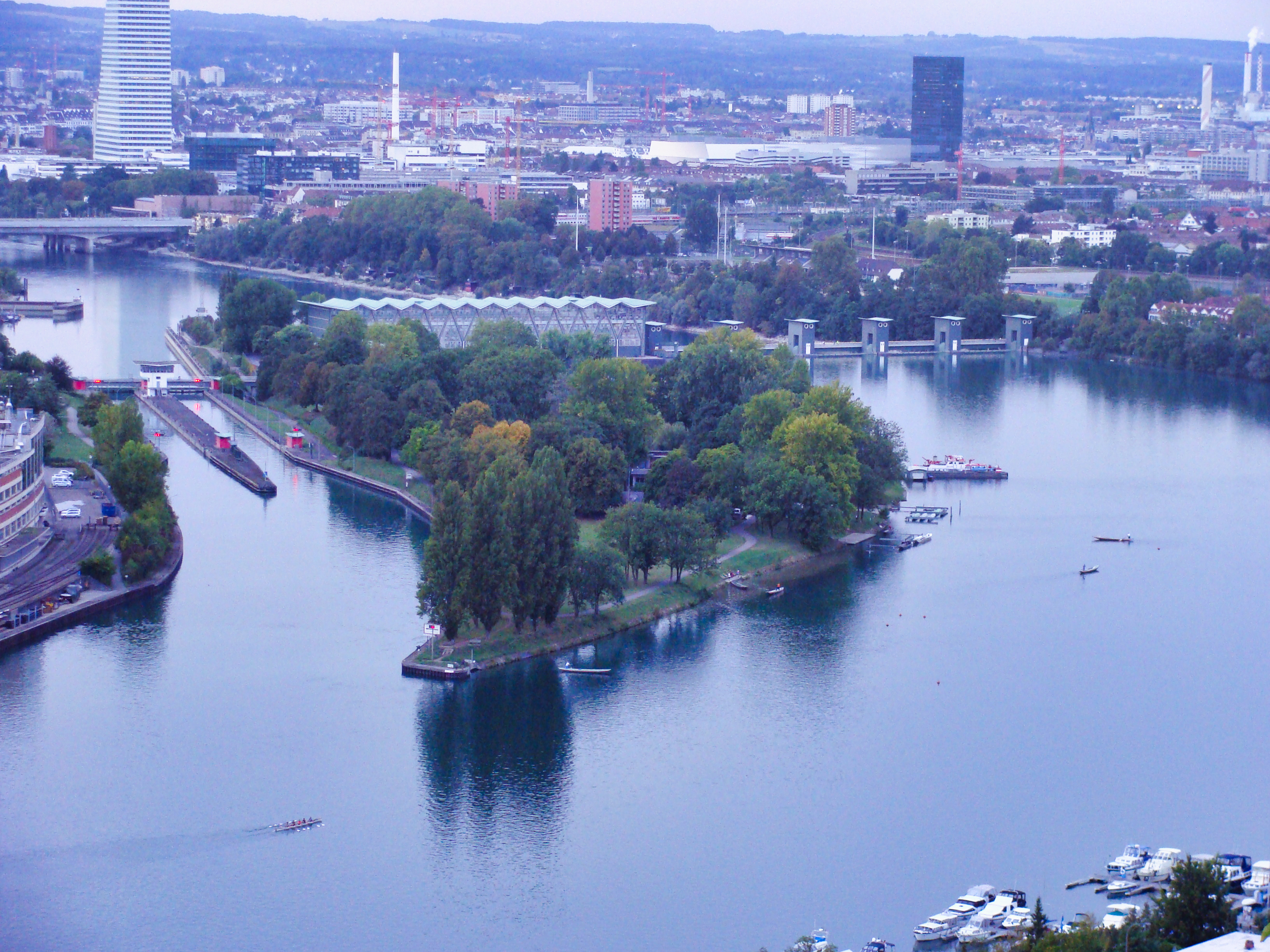
Les écluses, l'île et la centrale hydroélectrique